# Sam Crouser
Sam Crouser (ur. 31 grudnia 1991) – amerykański lekkoatleta specjalizujący się w rzucie oszczepem.
W 2009 zdobył srebrny medal mistrzostw panamerykańskich w gronie juniorów.
Wielokrotny medalista mistrzostw Stanów Zjednoczonych. Stawał na najwyższym stopniu podium mistrzostw NCAA.
Jego ojciec Dean także był lekkoatletą (pchnięcie kulą oraz rzut dyskiem).
Wuj Sama Crousera – Brian Crouser dwukrotnie reprezentował USA w rzucie oszczepem na igrzyskach olimpijskich.
Rekord życiowy: 83,33 (1 sierpnia 2015, Portland).

## Osiągnięcia
| Rok  | Impreza                              | Miejsce        | Pozycja           | Wynik |
| ---- | ------------------------------------ | -------------- | ----------------- | ----- |
| 2009 | Mistrzostwa panamerykańskie juniorów | Port-of-Spain  | 2. miejsce        | 67,90 |
| 2015 | Mistrzostwa świata                   | Pekin          | el. – 31. miejsce | 73,88 |
| 2016 | Igrzyska olimpijskie                 | Rio de Janeiro | el. – 34. miejsce | 73,78 |